# 1798 en santé et médecine
| Années de la santé et de la médecine : 1795 - 1796 - 1797 - 1798 - 1799 - 1800 - 1801    |
| Décennies de la santé et de la médecine : 1760 - 1770 - 1780 - 1790 - 1800 - 1810 - 1820 |

Cet article présente les faits marquants de l'année 1798 en santé et médecine.

## Événements
- La faculté de médecine de Mayence est supprimée, en même temps que l'ensemble de l'université, et remplacée par une « école provisoire de médecine », qui disparaîtra après 1812[1].

## Référence
1. ↑  Georges Dillemann, « Les Écoles de médecine des départements annexés de l'an XI (1803) à 1814 : Le Cas de l'école de Mayence », Histoire des sciences sociales, vol. 18, no 1,‎ 1984, p. 45-51 (lire en ligne).